# Vitello d'oro

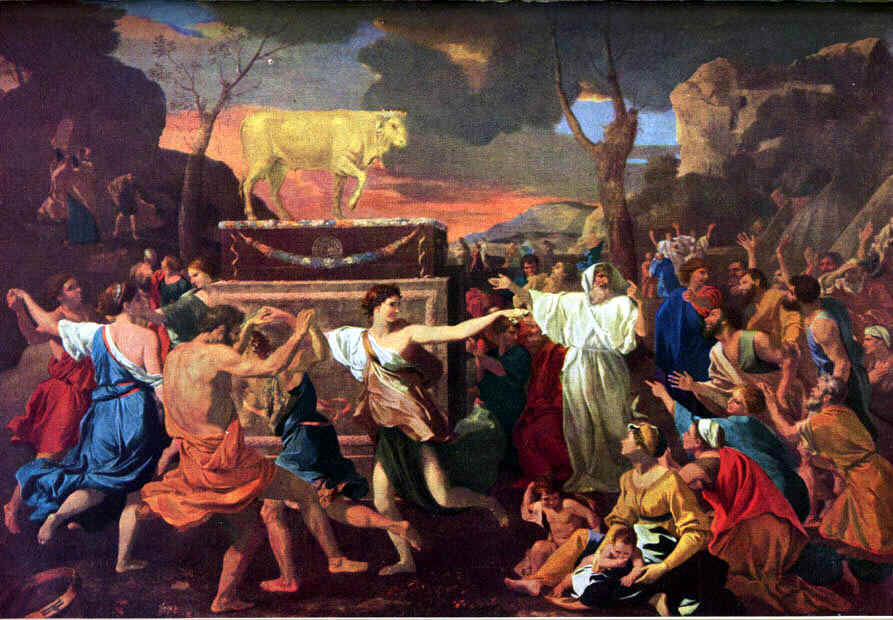
Adorazione del Vitello d'oro di Nicolas Poussin

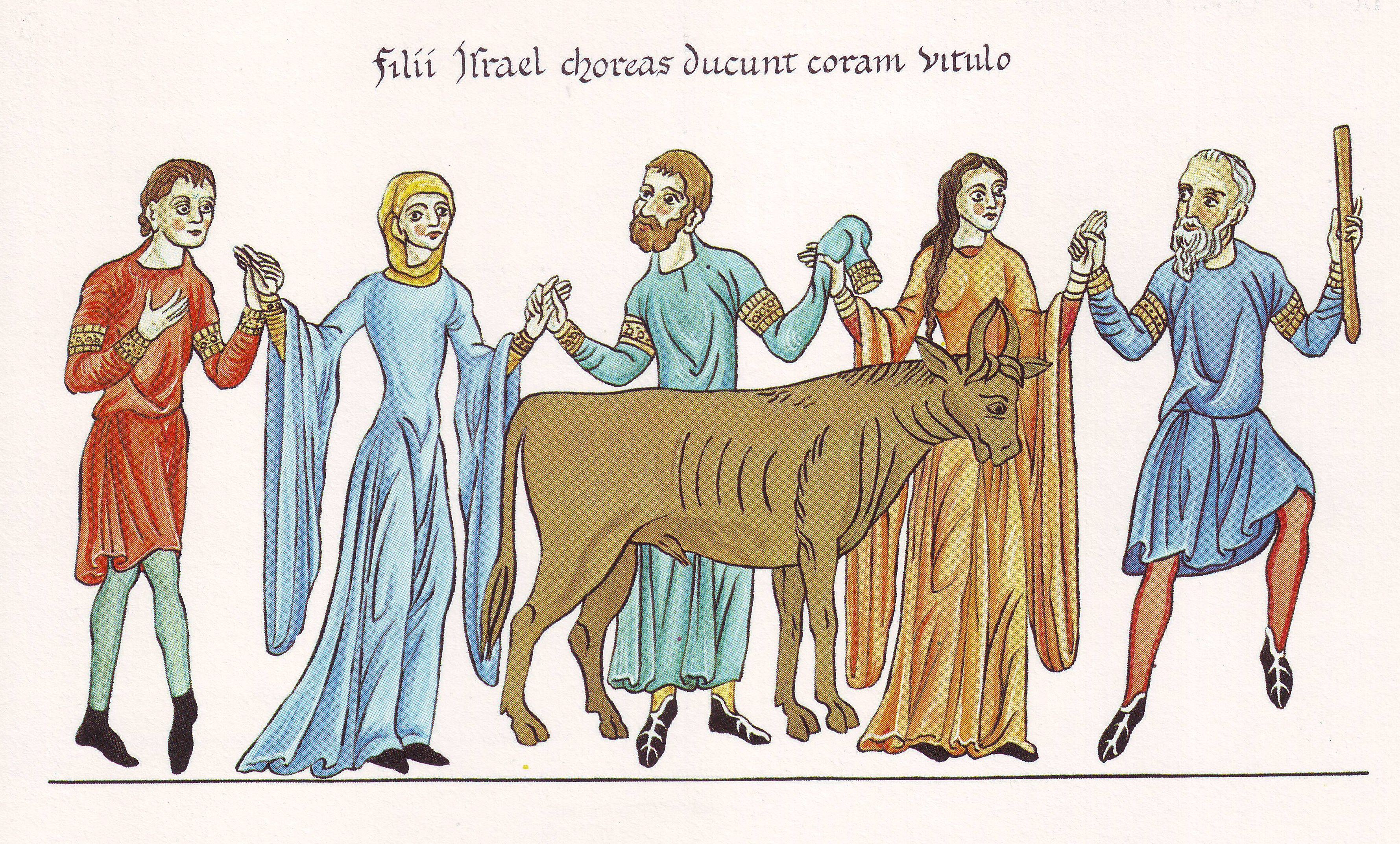
Adorazione del Vitello d'oro - Immagine tratta dal manoscritto Hortus deliciarum (XII secolo)

Il vitello d'oro (in ebraico עֵגֶּל הַזָהָב‎?, ‘ēggel hazâhâv) fu, secondo la Bibbia, un idolo fabbricato da Aronne per soddisfare gli Ebrei durante l'assenza di Mosè, quando questi ascese al Monte Sinai. In ebraico l'episodio è noto come ḥēṭ' ha‘ēggel (חֵטְא הַעֵגֶּל) o "Il Peccato del Vitello" e viene citato per la prima volta in Esodo 32:4.
Il culto del toro era comune in molte culture. In Egitto, da dove secondo la narrazione dell'Esodo provenivano in quel tempo gli ebrei, il Toro Apis era un paragonabile oggetto di culto, che alcuni ritengono gli ebrei facessero rivivere nel deserto; alternativamente, altri credono che il Dio di Israele fosse associato o rappresentato come una divinità vitello/toro a causa di un processo di assimilazione religiosa e sincretismo. Tra i popoli limitrofi degli egiziani ed ebrei nell'antico Vicino Oriente e nell'Egeo, l'uro, toro selvatico, veniva ampiamente adorato, spesso come Toro Lunare e creatura propria di El.

## Narrativa biblica

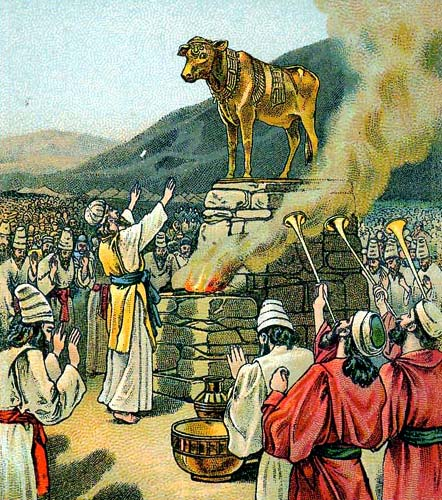
L'adorazione del vitello (illustrazione biblica della Providence Lithograph Company, 1901)

Nel libro dell'Esodo Esodo 32 si narra che dopo l'uscita degli ebrei dall'Egitto, mentre Mosè era salito sul Monte Sinai a parlare con Dio e ricevere i Dieci comandamenti (Esodo 24:12-18), gli israeliti, credendo che non ritornasse più, chiesero ad Aronne di fabbricare loro un dio per poterlo adorare (Esodo 32:1 - "Facci un dio che cammini alla nostra testa, perché a quel Mosè, l'uomo che ci ha fatti uscire dal paese d'Egitto, non sappiamo che cosa sia accaduto"). Aronne raccolse i loro gioielli d'oro e fondendoli forgiò una statua aurea raffigurante un vitello, ed essi la adorarono dichiarando: "Ecco il tuo Dio, o Israele, colui che ti ha fatto uscire dal paese d'Egitto!" (Esodo 32:4).
Aronne costruì un altare davanti al vitello e proclamò che il giorno successivo fosse una festa dedicata al Signore. Il giorno dopo quindi tutti si alzarono presto e "offrirono olocausti e presentarono sacrifici di comunione. Il popolo sedette per mangiare e bere, poi si alzò per darsi al divertimento." (Esodo 32:6) Dio disse a Mosè ciò che gli israeliti stavano facendo giù all'accampamento, "non hanno tardato ad allontanarsi dalla via che io avevo loro indicata!.. Ora lascia che la mia ira si accenda contro di loro e li distrugga. Di te invece farò una grande nazione." (Esodo 32:9-10) Mosè supplicò Dio di risparmiare gli israeliti e perdonarli, ed il "Signore abbandonò il proposito di nuocere al Suo popolo."(Esodo 32:11-14).
In seguito Mosè ridiscese dal monte, ma vedendo il vitello d'oro si adirò, gettò al suolo le tavole dei comandamenti, frantumandole, e rimproverò aspramente Aronne e tutti gli israeliti. Poi bruciò il vitello nel fuoco, lo ridusse in polvere, lo sparse nell'acqua e costrinse gli israeliti a bere. Infine si mise alla porta dell'accampamento e disse:

## Altre citazioni nella Bibbia ebraica
Il vitello d'oro viene citato in Neemia 9:16-21.
Il linguaggio suggerisce alcune incongruenze negli altri resoconti degli israeliti e del loro uso del vitello d'oro. Poiché le versioni in Esodo e 1 Re sono state scritte da storici deuteronomisti basati nel Regno meridionale di Giuda, vi è una tendenza ad esporre gli israeliti come infedeli. L'inconsistenza si trova principalmente in Esodo 32:4, dove "dèi" è plurale, nonostante la costruzione di un solo vitello. Quando Esdra riporta la storia, usa "Dio" al singolare capitalizzato.

## I vitelli d'oro di Geroboamo a Betel e Dan

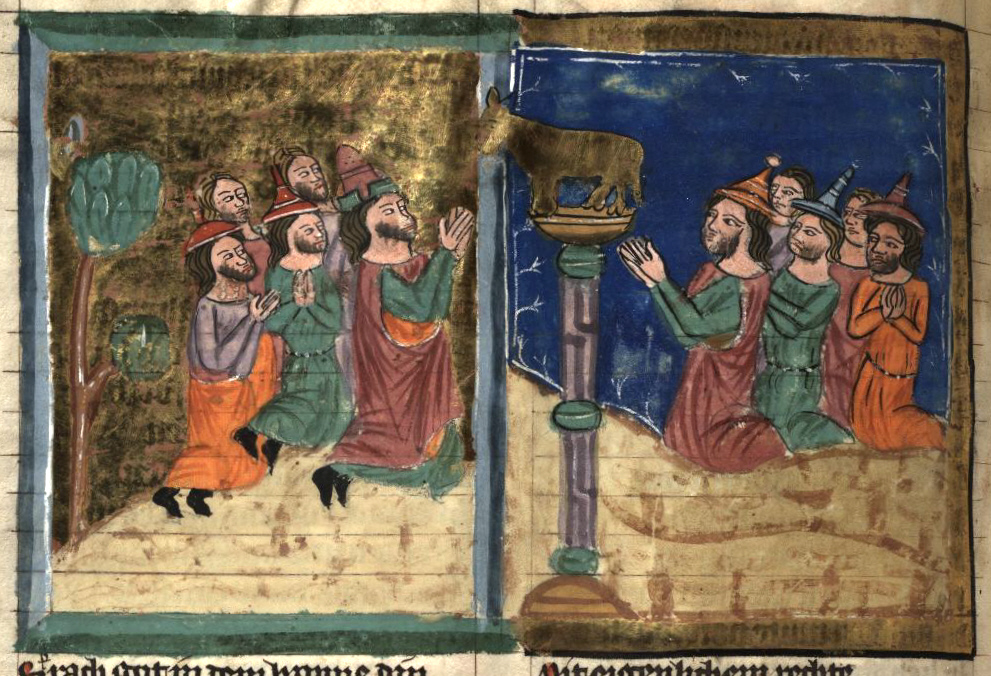
Gli israeliti adorano il vitello d'oro (Boemia, miniatura del 1350 ca.)

Secondo 1 Re 12:26-30, dopo aver fondato il Regno settentrionale di Israele, Geroboamo contempla le pratiche sacrificali degli israeliti:
La sua preoccupazione era che la tendenza ad offrire sacrifici a Gerusalemme, che si trovava a sud nel Regno di Giuda, portasse a un ritorno di re Roboamo. Costruì quindi due vitelli d'oro e li pose a Betel e a Dan, erigendoli come rappresentazioni sostitutive (secondo alcune interpretazioni) dei cherubim costruiti da Re Salomone a Gerusalemme.
Il biblista Richard Elliott Friedman scrive: "Possiamo almeno dire che l'autore del resoconto sul vitello d'oro in Esodo sembra aver preso le parole tradizionalmente attribuite a Geroboamo mettendole in bocca al popolo." Friedman crede che la storia sia stata trasformata in una polemica da parte di una fazione di sacerdoti influenzati da Geroboamo, esagerando in idolatria la decorazione della piattaforma del trono.
Le dichiarazioni di Aronne e Geroboamo sono quasi identiche: 
- "Questi sono i tuoi dèi, o Israele, che ti hanno fatto uscire dal paese d'Egitto!" (Esodo 32:4,8[18]);
- "O Israele, ecco i tuoi dèi, che ti hanno fatto uscire dal paese d'Egitto!" (1 Re 12:28[19])

Dopo aver fatto il vitello d'oro o i vitelli d'oro, sia Aronne che Geroboamo celebrano festa. Aronne costruisce un altare (Esodo 32:5-6) e Geroboamo sale all'altare (1 Re 12:32-33: "...istituì una festa per gli Israeliti e salì sull'altare per offrire incenso").

## Interpretazione islamica
Secondo l'interpretazione islamica, il peccato degli adoratori del vitello è un Shirk (in arabo شرك‎?), peccato di idolatria o politeismo. Shirk per i musulmani indica infatti l'associare all'unico vero Dio una pletora più o meno vasta di altre divinità e costituisce uno dei più gravi peccati. Gli adoratori del vitello d'oro, secondo il Corano, furono perdonati quale segno di speciale tolleranza e clemenza da parte di Allah. È necessario aggiungere che nella versione islamica, non è stato Aronne a creare il vitello d'oro bensì un uomo ebreo tra il popolo d'Israele di nome As-Samiri. Aronne per i musulmani e per la fede islamica è considerato un Profeta alla pari degli altri profeti; egli ha cercato di fermare questa idolatria ma non ci riuscì. Solo dopo il ritorno di Mosè le cose si ristabilirono come prima.

## Interpretazione e critica

Schema dell'"ipotesi documentale" o "teoria delle quattro fonti".
'J': tradizione jahvista
'E': tradizione Elohista
'D': tradizione Deuteronomista
'P': tradizione Codice Sacerdotale
'R': "Redattore" che ha compilato le fonti
- include la maggior parte del Levitico
† include la maggior parte del Deuteronomio
‡ "Deuteronomic History (Storia deuteronomica)": Giosuè, Giudici, Samuele 1&2, Re 1&2

Nonostante una facciata apparentemente semplicistica, il racconto del vitello d'oro è complesso. Secondo il biblista statunitense Michael Coogan, sembra che il vitello d'oro non fosse un idolo rappresentante un altro dio, e quindi un falso dio. Come prova cita Esodo 32:4-5: 
È importante sottolineare che vi è un unico vitello in questa narrazione, sebbene il popolo si riferisca ad esso come rappresentante degli "dèi". Mentre un riferimento al dio singolo non implica necessariamente il culto di Yahweh, non esclude comunque la possibilità che sia Yahweh ad essere adorato, come il riferimento ad una pluralità di "divinità" implicherebbe. Inoltre, il festival "in onore del Signore" nel versetto 5 è a volte tradotto come "in onore di Yahweh". Va inoltre osservato che "nella cronologia del racconto dei Dieci Comandamenti", il comandamento contro la creazione di immagini scolpite non era ancora stato dato al popolo quando spinsero Aronne ad aiutarli per fare il vitello, e che tale comportamento non era stato ancora esplicitamente dichiarato fuorilegge.
Un'altra interpretazione della narrazione del vitello d'oro è che il vitello doveva essere il piedistallo di Yahweh. Nell'arte del Vicino Oriente, gli dèi erano spesso raffigurati in piedi su un animale, piuttosto che seduti su un trono. Tale lettura suggerisce che il vitello d'oro era solo un'alternativa all'Arca dell'Alleanza o ai cherubini sui quali Yahweh era intronizzato.
La ragione di questa complicanza può essere intesa come 1) una critica di Aronne, come fondatore di una casta sacerdotale a rivaleggiare con la casta sacerdotale di Mosè, e/o 2) come "un attacco al regno settentrionale di Israele". La seconda spiegazione si basa sul "peccato di Geroboamo", primo re del regno del nord e causa della caduta del regno settentrionale in mano agli Assiri nel 722 p.e.v. Il "peccato" di Geroboamo fu quello di aver creato due vitelli d'oro, inviandone uno a Betel come culto nel sud del Regno, e l'altro a Dan come culto a nord, in modo che il popolo del regno settentrionale non avrebbe dovuto continuare ad andare a Gerusalemme per adorare (cfr. 1 Re 12:26-30). Secondo Coogan, questo episodio fa parte della storia deuteronomica, scritta nel regno meridionale di Giuda, dopo la caduta del regno del Nord, e che era prevenuto contro il regno settentrionale. Coogan sostiene che Geroboamo stesse soltanto presentando un'alternativa ai cherubini del Tempio di Gerusalemme e che i vitelli non indicassero un culto non jahvista.
L‘Ipotesi documentale può essere utilizzata per capire ulteriormente i livelli di questa narrazione: è plausibile che la prima storia del vitello d'oro sia stata preservata dalla Tradizione E (fonte di Israele) e originatasi nel regno del Nord. Quando E e J (fonte di Judah) si sono combinati dopo la caduta del regno del Nord "il racconto è stato rielaborato per ritrarre il regno del Nord in una luce negativa" e l'adorazione del vitello è stata rappresentata come "politeismo, con allusioni ad un'orgia sessuale" (cfr. Esodo 32:6). Compilando le narrazioni, P (una Fonte Sacerdotale successiva, proveniente da Gerusalemme) potrebbe aver ridotto al minimo il senso di colpa di Aronne in materia, ma conservato la negatività associata al vitello.
In alternativa, si potrebbe dire che non c'è una storia del vitello d'oro nella Fonte J e se è vero che la storia di Geroboamo è originale, come affermato da Friedman (cfr. supra), allora è improbabile che gli eventi del Vitello d'oro come descritti in Esodo si siano verificati del tutto. Friedman afferma che la distruzione dei Dieci Comandamenti da parte di Mosè quando vide l'adorazione del vitello d'oro, sia in realtà un tentativo di mettere in dubbio la validità del santuario centrale di Giuda, l'Arca dell'Alleanza. "L'autore di E, nel modellare la storia del vitello d'oro, ha attaccato sia le istituzioni religiose d'Israele e che quelle di Giuda".
Per quanto riguarda la probabilità che questi eventi abbiano mai avuto luogo,ci sono due versioni della storia dei dieci comandamenti, in E (Esodo 20) e J (Esodo 34), e questo dà una certa antichità alle fonti – inoltre ci possono essere alcuni eventi originali che servono come base per le storie. La storia del vitello d'oro è solo nella versione E e un redattore successivo ha aggiunto la spiegazione che Dio fece un secondo paio di tavole per dare continuità alla narrazione di J. Anche i Dieci Comandamenti come riportati in Esodo 20 sono stati inseriti dal redattore che ha unito le diverse fonti.
Gli archeologi Israel Finkelstein e Neil Asher Silberman asseriscono che, sebbene l'archeologia abbia trovato tracce lasciate da piccole bande di cacciatori-raccoglitori nel Sinai, non ci sono prove della grande massa di popolazione descritta nella storia dell'Esodo: "La conclusione - che Esodo non è accaduto nel tempo e nel modo descritto dalla Bibbia - sembra inconfutabile... ripetuti scavi e indagini in tutto il territorio non hanno fornito la benché minima prova".

### Adorazione della ricchezza

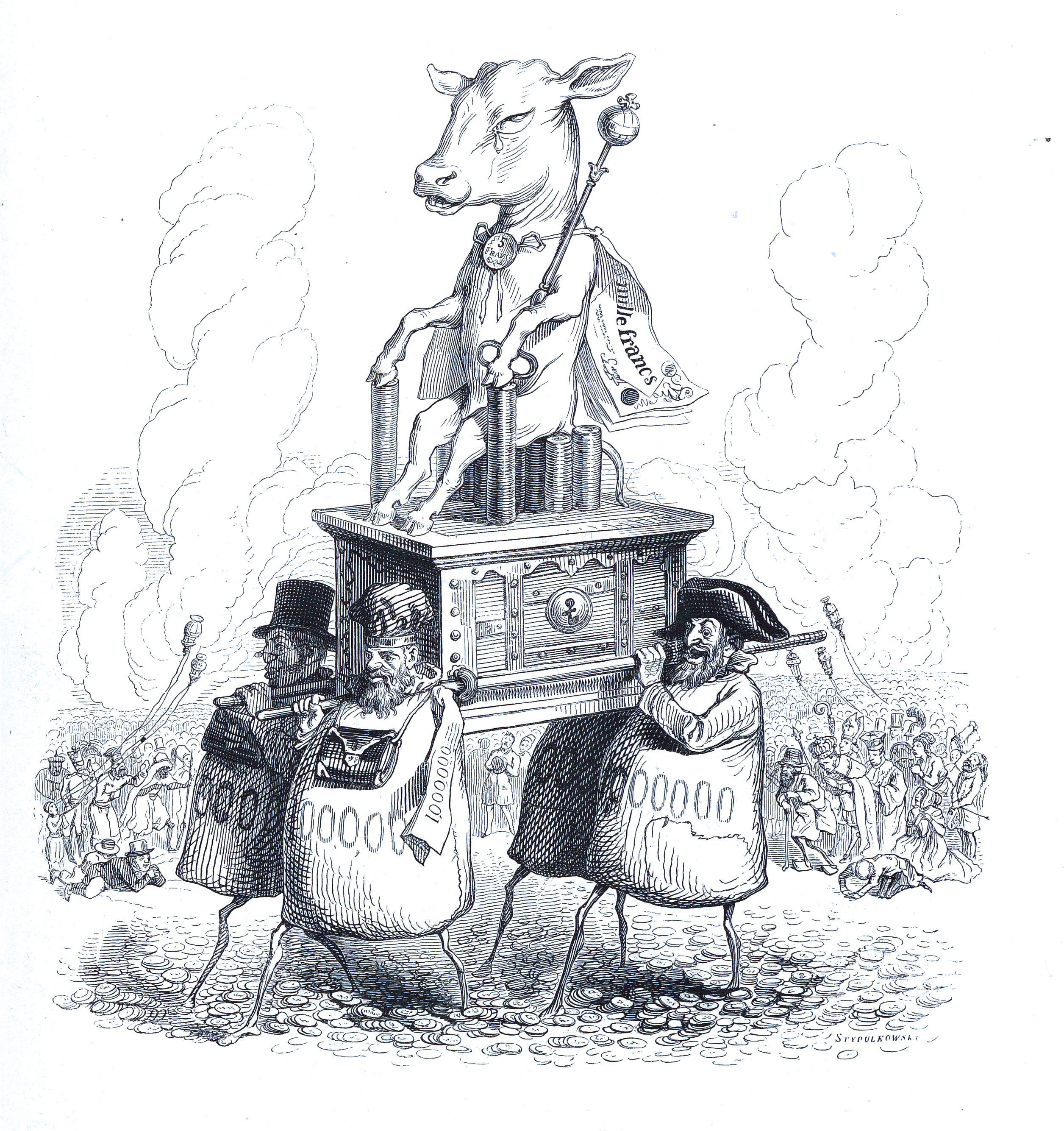
Il vitello d'oro come personificazione della cupidigia di ricchezze (illustrazione di Grandville, 1844)

Un'interpretazione metaforica sottolinea la parola "oro" di "vitello d'oro" per criticare la ricerca della ricchezza.
Tale uso si ritrova, tra l'altro, nella lingua spagnola, mentre Mammona, la personificazione dell'idolatria della ricchezza presente nei Vangeli, non è così comune.

## Nella cultura di massa
- Le veau d'or est toujours debout (Il vitello d'oro sta ancora in piedi) è un'aria famosa dell'opera Faust di Charles Gounod.[38]
- Le canzoni "To Kingdom Come" e "Forbidden Fruit" di The Band fanno entrambe riferimento al vitello d'oro.[39]
- Il Premio olandese Gouden Kalf (Vitello d'Oro) viene assegnato durante il Nederlands Film Festival, reputato controparte olandese del Premio Oscar.[40]
- In 2008, Damien Hirst ha messo all'asta di Sotheby's la sua scultura The Golden Calf. La carcassa del vitello immerso in formaldeide, completo di corna e zoccoli d'oro, è stata aggiudicata ad un acquirente per 10,3 milioni di sterline.[41]
- Il gruppo musicale inglese Prefab Sprout ha una canzone nell'album From Langley Park to Memphis intitolata "The Golden Calf" (Il Vitello d'Oro).[42]
- Mooby il Vitello d'Oro è un personaggio fittizio inventato da Kevin Smith per i suoi film, fumetti e cartoni animati — un atto d'accusa globale contro i McDonald's, Topolino e Disney.[43]
- Il Vitellino d'Oro (russo: Золотой телёнок, Zolotoy telyonok) è un rinomato romanzo satirico degli autori sovietici Il'ja Arnol'dovič Il'f e Evgenij Petrovič Petrov.[44]
- Il gruppo Indie folk di Rhode Island chiamato The Low Anthem ha registrato il brano "Golden Cattle" (Bovini d'oro) nel proprio album del 2011, Smart Flesh.[45]
- Moses und Aron (composta nel 1932-1933), un'opera incompleta in tre atti di Arnold Schönberg, include l'episodio "Il Vitello d'Oro e l'Altare" (Atto II, Scena 3).[46]
- L'album Willpower del gruppo noise rock Today Is The Day contiene un brano intitolato "Golden Calf".[47]